# Водолазький Руслан Сергійович
Руслан Сергійович Водолазький (24 травня 1984, м. Підволочиськ, Тернопільська область — 19 жовтня 2022) — український військовослужбовець 124 ОБрТрО Збройних сил України, учасник російсько-української війни.

## Життєпис
Руслан Водолазький народився 24 травня 1984 року в місті Підволочиську, нині Підволочиської громади Тернопільського району Тернопільської области України.
Закінчив Підволочиський ліцей.
У квітні 2022 року добровольцем вирушив на фронт. Служив сапером інженерно-саперного взводу 9-го окремого стрілецького батальйону 124-ї окремої бригади територіальної оборони.
13 жовтня 2022 року виконував бойові завдання з розвідгрупою на Херсонському напрямку. Від 15 жовтня 2022 року вважався зниклим безвісти. Загинув 19 жовтня 2022 року.
16 листопада 2022 року тіло військовослужбовця було передано українській стороні та упізнано рідними. Похований 23 листопада 2022 року.
Залишилася сестра.

## Вшанування пам'яті
У жовтні 2023 року на фасаді Підволочиського ліцею відкрито пам'ятну дошку Русланові Водолазькому.